# Schijnzwangerschap

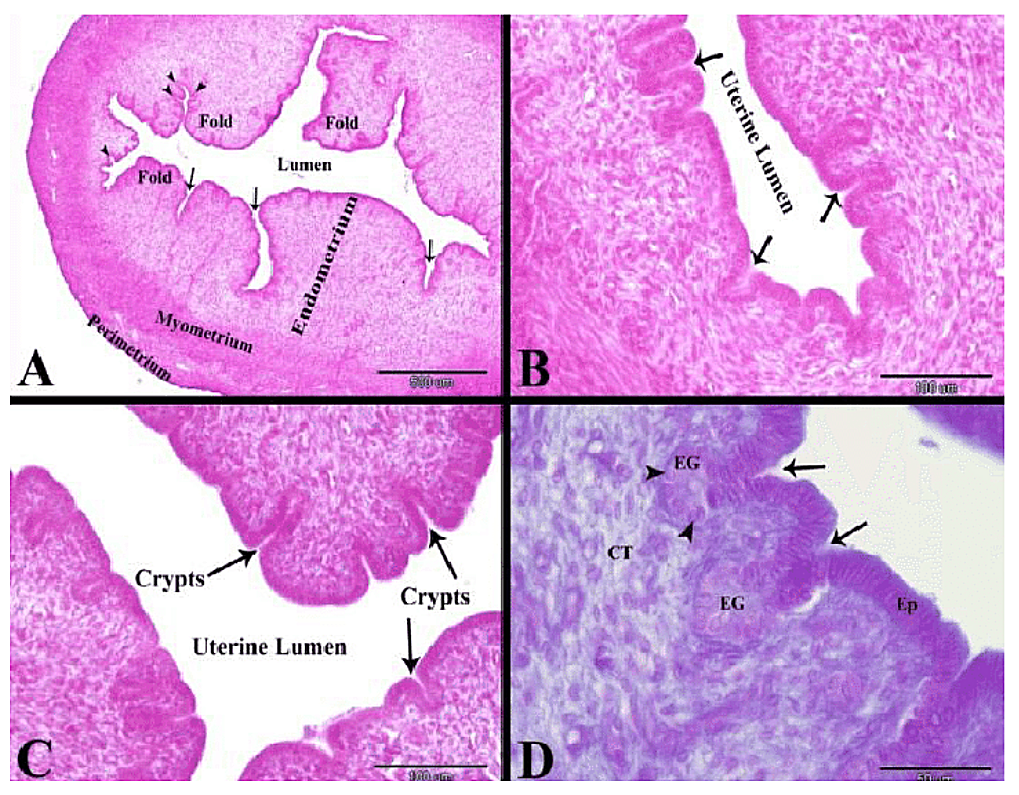
Konijnenbaarmoeder na 3-7 dagen schijnzwangerschap

Een schijnzwangerschap (pseudocyesis), bij dieren ook schijndracht genoemd, is een toestand waarin een vrouw of een vrouwelijk zoogdier de symptomen heeft die lijken op een zwangerschap, terwijl er geen vrucht in de baarmoeder aanwezig is. Bij vrouwen is er ook sprake van het gevoel zwanger te zijn. Bij dieren wordt ook gedrag waargenomen dat bij drachtig zijn hoort, zoals het voorbereiden van een nest.

## Schijnzwangerschap bij mensen
Een vrouw die in de toestand van schijnzwangerschap verkeert, is in dat geval over tijd en ze heeft enkele van de vele zwangerschapssymptomen, zoals misselijkheid, overgeven, moeheid, behoefte aan extra slaap, gewichtstoename, opgeblazen gevoel, meer zin in andere soorten eten, vaker plassen, pijnlijke, grotere of gevoelige borsten of tepels, verhoogde temperatuur, verhoogde hartslag, of beter ruiken (meer dingen vinden stinken). De vrouw heeft een vermoeden dat ze zwanger is, maar een zwangerschapstest toont aan dat dat niet zo is.
Een van de oorzaken van schijnzwangerschappen is het té bewust bezig zijn met zwanger worden (maar dat geldt niet voor iedereen die schijnzwanger is). Na verloop van tijd, maar later dan normaal, komt meestal toch de menstruatie.
Als een zwangerschapstest geen zekerheid geeft (terwijl zo'n test een nauwkeurigheid van ruim 99% heeft) doet de vrouw er verstandig aan om naar de huisarts te gaan.